# Tyōzaburō Tanaka
Pour les articles homonymes, voir Tanaka.
Tyōzaburō Tanaka (en japonais 田中 長三郎, Tanaka Chōzaburō) est un botaniste, un taxonomiste et mycologue japonais (1885-1976). Tanaka est une autorité dans le domaine des agrumes, il est l'auteur d'une taxonomie nouvelle incluant de très nombreux agrumes asiatiques.
Il ne doit pas être confondu avec 田中諭一郎 Yuichiro Tanaka (1901-1983) abréviation Yu. Tanaka, agronome et botaniste japonais qui a lui aussi consacré sa vie à la recherche sur les agrumes, directeur de la station expérimentale sur les agrumes de Shizuoka auteur de Japanese Citrus Pictures (1948).

## Biographie
Il est né le 3 novembre 1885 à Suma Honmachi près de Kobe (préfecture de Hyogo). Il fréquente le lycée Kitano d'Osaka). En 1910, il est diplômé du Collège d'Agriculture de l'Université Impériale de Tokyo. Cai Pingli (1998) rapporte que Tanaka alors au troisième lycée de Kyoto (devenu Faculté des arts libéraux de l'Université de Kyoto) suivait chaque semaine 3 h de conversation, 4 h de grammaire et 5 h de lecture de français. Il était parfait francophone et rédigera ses premières publications universitaires en français.
Il enseigne ensuite comme assistant d'enseignement du professeur Kotaro Shirai à l'Université de Tokyo, et à la Nippon Silk Vocational School.
En 1915, il entre comme technicien au ministère de l'Agriculture de Washington où il travaille pendant 3 ans comme chercheur sur les agrumes sous la direction de WT Swingle. En 1921 et 1922, il étudie aux États-Unis, Grande-Bretagne, France, Italie  en tant que chercheur. En 1922, il crée le champ expérimental d'agrumes de Tanushimaru, préfecture de Fukuoka à des fins de recherche et d'assistance aux producteurs d'agrumes. En 1923 il reprend une activité d'enseignement (Université impériale de Kyushu, Collège d'agriculture de Miyazaki) et en 1925, il expose 200 variétés d'agrumes étrangers au Collège agricole de l'Université de Kyushu, il reçoit un terrain pour planter ses introductions d'agrumes.
En 1927, il fonde la revue Citrus Research et devient rédacteur en chef de Tropical Gardening, devient Professeur à l'École supérieure d'agriculture de Taipei, d'où il fait des voyages d'étude en Chine et en Russie jusqu'en 1929, en Inde (1935), aux Philippines (1938), dans le Guangdong, sur l'île de Hainan (1939). Il prend sa retraite de l'Université de Taipei en 1946 et reprend ses activités d'enseignant dans les Universités japonaises.
En 1954 et 1955, il visite l'Université de Californie en tant que professeur de recherche invité. Toujours actif, il décède à Kobe à l'âge de 91 ans, le 28 juin 1976, ses funérailles ont eu lieu à l'église chrétienne Sumiyoshi de Kobe. 

### Bibliophile
Tanaka était responsable de la bibliothèque à Taipei. Il a acheté les œuvres de Linné en Suède avant de créer à Londres The Linnean. En France, il a acheté pour la bibliothèque du British Museum 15000 livres rares.

## Apport à la botanique des Rutacées
Il a établi l'un des deux principaux systèmes de classification taxonomique des agrumes et des genres apparentés actuellement utilisés,, à savoir ceux de W. T. Swingle (apparu en 1943) et Tyozaburo Tanaka (disponible en anglais en 1954). «Tous deux représentent l’aboutissement d’études étalées sur environ quatre décennies au cours desquelles chaque auteur a publié de nombreux ouvrages» écrit Hodson (1961). La question des espèces chez Citrus est problématique, Tanaka dont la vision est marquée par la phylogénie crée des espèces pour de nombreux hybrides, les recherches actuelles des généticiens aboutissent à l’existence de 3 populations (bien qu'interfécondes) ancestrales, les divers agrumes étant tous des hybrides ou des mutants. Il reste un auteur fécond, curieux et s'intéresse autant à la botanique qu'à la culture des agrumes.
Il est l'auteur de 180 noms botaniques dans la famille des Rutaceae, dont par exemple C. macroptera Montr. var. annamensis Tanaka (1930) et Citrus tangerina (tangerine). De nombreuses espèces décrites par Tanaka sont toujours reconnues.

## Publications
Sélection de publications. Une liste de 160 titres, notamment en japonais, est disponible sur worldcat.org

### Mycologie
- New Japonese Fungi. Notes and translations,  Mycologia, II Vol IX juillet 1917[11], Vol. X, 1917[12], Vol X n° 3, 1918[13], vol XI, n° 3, mai 1919[14], Vol XII 1920[15], Vol XIII 1921[16], XI et XII Vol XIV 1922[17], Vol XV 1923[18], Vol XVI 1924[19], Vol XVII 1925[20], Vol 18 1926[21], Vol 19 1927[22], etc jusqu'au Vol 24 1932[23].

### Agrumes
- 遺伝学教科書 Manuel de génétique, Tokyo, 丸山舎書籍部, Taishō 4, 1915
- co auteur Yen-chih Han. The chu lu : a monograph of the oranges of Wenchou, Berkeley. 1917
- Varieties of the Satsuma orange group in Japan. Washington, D.C. U.S.D.A. Office of Crop Physiology and Breeding Investigations, 1918
- A New feature of bud variation in citrus. Washington. Government printing Office. 1922[24]
- Citrus fruits of Japan; with notes on their history and the origin of varieties through bud variation. Journal of Heredity 13: 243–253, 1922
- Note bibliographique sur Siebold-Sensei (Nagasaki, Torai Hyakunen Kinen) qui célèbre le centenaire de l'arrivée au Japon de von Siebold, 1925 suivi de On herbarium spécimens of Japanese Citrus fruits collected by Dr. Siebold. 1925[25]
- On the scientific name of the grapefruit. Bulteno scienca de la fakultato terkultura Kjusu imperial université. 2: 67–83, 1926
- A new species of citrus from Formosa Taiwan. Taihoku Imperial University, 1926
- Taxonomy of the citrus fruits of the Pacific region. Memoirs of the Tanaka Citrus Experiment Station 1(1): 15–36, 1927
- Taxonomic aspect of tropic citriculture. Manille Bureau of Printing, 1927
- Remarques critiques sur les plantes cultivées au Japon. Paris, Bulletin de l'Agence générale des colonies, 1928
- Revisio Aurantiacearum I Bulletin de la Société de Botanique de France 75: 708—15 1928[26].
- Two new genera and new combinations of Rutaceae-Aurantieae from Papua (Revisio Aurantiacearum II). Journal of the Arnold Arboretum Vol. 9, No. 2/3. pp. 137-141, 1928
- Remarks on citrus and citrus relatives in China. Lingnan Science Journal 7: 337–348. 1929
- Chalcas, a Linnean genus which includes many new types of Asiatic Plants. (Revisio aurantiacearum, IV.) Journal of the Society of Tropical Agriculture 1: 23–44, 1929
- Citrus survey in the Orient region. California Citrograph 14: 122, 140–141. 1929
- Compendium des espèces indo-chinoises d'Aurantiacées. Paris Imprimerie nationale, Bulletin du Muséum national d'histoire naturelle. p. 157. 1930[27] (Synthèse publiée dans Le Paysan de Cochinchine du 22 aout 1942[28].

- The discovery of Citrus tachibana in Formosa, and its scientific and industrial significance. Studia Citrologica 5: 1–20. 1931
- Chalcas, a Linnean genus which includes many new types of Asiatic plants (Revisio Aurantiacearum IV ). Journal of the Society of Tropical Agriculture. 1 pp 23-42. 1931
- Notes on the Dutch Indian species of Rutaceae-Aurantieae (Revisio Aurantiacearum, V). Meded. Rijks Herb. Leiden 69(2): 1-13. 1931[29]
- A Monograph of the Satsuma orange with special reference to the occurrence of new varieties through bud variation. Taïwan. Taihoku Imp. Univ., 1932

- Kankitsu no kenkyû. (Citrus studies.). Tokyo, Yokendo Shoten, 463 pp., 1933

- Acclimatation des Citrus hors de leur pays d'origine, Journal d'agriculture traditionnelle et de botanique appliquée, 1933[30]
- Citrus studies. Tokyo, Yokendo Shoten, 1933
- The taxonomy and nomenclature of Rutaceae-Aurantioideae. Blumea 2: 101–110. 1936
- 柑橘の研究 Recherches sur les agrumes. Tōkyō, 養賢堂 Zōtei saihan. 1936
- 日本柑橘相の成因竝に將來 Origines des agrumes japonais. 1936
- Further revision of Rutaceae-Aurantioideae of India and Ceylon. (Revisio aurantiacearum VIII.) Journal of the Indian Botanical Society 16: 227–240. 1937
- 二三の亞熱帶柑橘に就て Sur divers fruits tropicaux. 1937
- avec Kijirô Odashima. A census of Hainan plants. Journal of the Society of Tropical Agriculture 10(4): 357–402. 1938[31]
- 田中長三郎博士演講午餐會 (Déjeuner-conférence du Dr Chozaburo Tanaka). Taipei 1940
- 南方植産資源論 : 東亜共栄圈国土計画資料 Ressource végétales d'Asie méridionale. Tokyo, 養賢堂, Shōwa. 1943
- 農業民主化の指針 Stratégie de démocratisation agricole. Tokyo, 長谷川書店, Shōwa. 1943
- 今後の農業 Avenir de l'agriculture. Tokyo, 全國農業會新聞部, Shōwa. 1948
- 果樹分類学 Taxonomie des arbres fruitiers. Tokyo  河出書房, 274 p. 1951
- 園芸学. 上卷 Horticulture Tome I. Tokyo 東京農業大学出版会, 1953
- Species problem in Citrus, a critical study of wild and cultivated units of citrus, based upon field studies in their native homes (Revisio aurantiacearum IX).Tokyo. Japanese Society for the Promotion of Science. 1954[32]
- Tanaka's Cyclopedia of Edible Plants of the World. Tokyo. Yugaku-sha. 1957. réed. 1976[33]
- A Revision of Ryukyu Rutaceae-Aurantioideae Revisio Aurantiacearum. Science bulletin of Agriculture & Home Economics Division, University of the Ryukyus(4). pp 91 à 116. Juillet 1957
- A Revision of Assam citrus (Revisio Aurantiacearum XI). Bull. Univ. Osaka Pref., Ser. B. 9: pp. 29-39.1959.

- A Revision of Osmocitrus, a section of the genus Citrus (Revisio Aurantiacearum XIII). Bull. Univ. Osaka Pref. Ser. B. 10: pp. 9-13. 1960
- A census of citrus grown and fruiting in Japan and Ryukyus, a prospect (Revisio Aurantiacearum XII), pp. 99-106. Citrologia. 1961.
- Further revision of Ryukyu Citrus (Revisio Aurantiacearum XIV). Bull. Univ. Osaka Pref. Ser. B. 11: pp. 11-15. 1961
- Hodgson's Citrus Classification Discussed.  Bull. Univ. Osaka Prefect. Ser. B, vol 18. 1966

- Misunderstanding with regards citrus classification and nomenclature. Bull. Univ. Osaka Prefect. Ser. B, Agric. 21: 139–145. 1969[34]
- Taxonomic problem of the Citrus fruit in the Orient.  Bull. Univ. Osaka Prefect. Ser. B, Agric. vol 21. 1969[35]

## Titres et récompenses
- Membre à vie de la Société botanique du Japon. (1916)[3]
- Membre honoraire Royal Horticultural Society, Royaume-Uni (1930),
- Directeur, commentateur et membre honoraire de la Japan Horticultural Society (1933, 1934, 1958),
- Directeur de l'Association des agriculteurs japonais (1956),
- Membre honoraire de la Société botanique du Japon (1957),
- Membre honoraire de la Japan Breeding Society (1960).

### Décorations

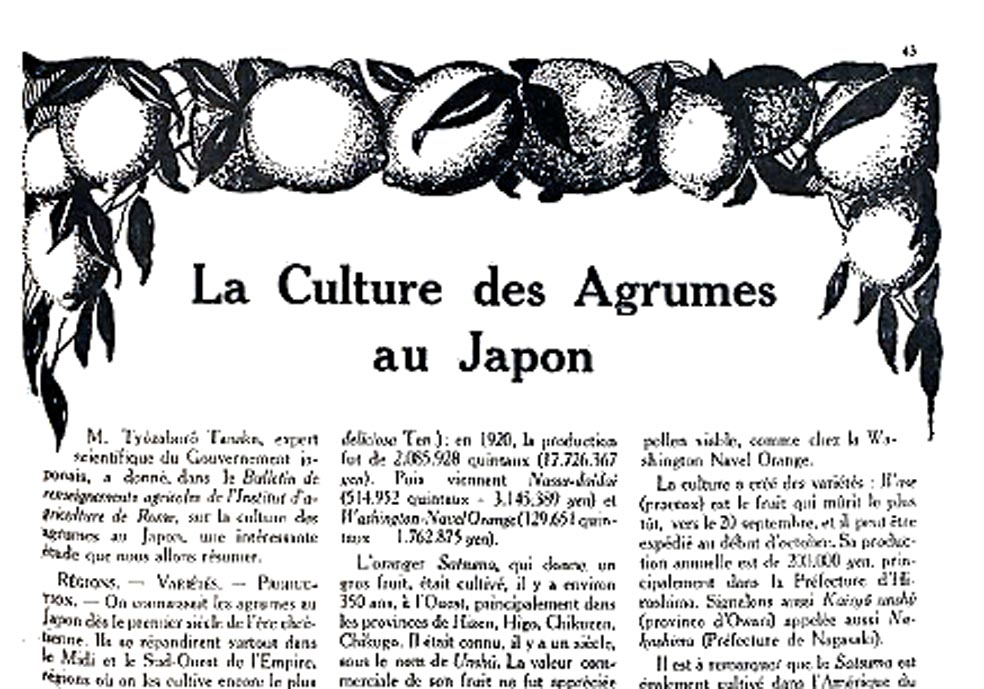
Dans La Parfumerie moderne de janvier 1924, un article d'Antonin Rolet largement inspiré de Tanaka

- Médaille Ruibao de quatrième classe du Japon (1937), de troisième classe (1941),
- Médaille japonaise du Soleil Levant, troisième classe (1967),
- Coupe d'argent offerte à titre posthume par l'Empereur du Japon (1976)[36].

## Anthologie
- T. Tanaka. Remarques critiques sur les plantes cultivées au Japon. Le Paysan de Cochinchine. Saigon. 22 aout 1942. (Eloge des mikan)[38]

« Depuis l’époque mythologique, nos ancêtres connaissaient les Agrumes. Il existe au Japon deux splendides espèces sauvages ; C. tachibana Tanaka, C. depressa Hayata, mais leurs fruits ne sont guère consommés. La culture des Agrumes proprement dite remonte à 300 ans avec l’introduction de la variété de Chine Mi-Chuch, C. kinokuni [ ]  maintenant remplacée par une variété asperme et à fructification abondante Kishû Mikan. C’est la plus merveilleuse espèce que nous ayons jamais connue, non seulement par ce qu’elle est apparue spontanément, mais par son étonnante résistance au froid et à la chaleur, et sa période de maturité précoce. Le fruit a la dimension des mandarines, mais est toujours asperme ; il est plus doux et plus juteux. [ ] il s'est acclimaté en Alabama, au Mississipi, au N. de la Floride, où les vagues de froid rendent impossible la culture d’autres variétés de Citrus. »

### Bibliopraphie
- John Hendley Barnhart, Biographical Notes upon Botanists. G.K. Hall & Co., Boston, 1965.